# Malassezia restricta
Malassezia restricta är en svampart som beskrevs av E. Guého, J. Guillot & Midgley 1996. Malassezia restricta ingår i släktet Malassezia, ordningen Malasseziales, divisionen basidiesvampar och riket svampar.   Inga underarter finns listade i Catalogue of Life.